# Nuestra Señora de la Soledad (Popayán)
La Santísima Virgen Dolorosa de la Soledad, conocida también como Nuestra Señora de la Soledad o simplemente como la Virgen de la Soledad, es una escultura de tipo religioso dedicada al culto católico romano, se encuentra bajo la advocación de Nuestra Señora de la Soledad, como reproducción de la imagen que fue venerada en la ciudad de Madrid desde el siglo XVI hasta el año 1936 cuando fue destruida junto con el Convento de la Victoria y la Real Colegiata de San Isidro.
La Advocación de la imagen se la considera como una variante de Nuestra Señora de los Dolores, ya que la Soledad de María es el último de los Siete Dolores de la Virgen.Actualmente la virgen recibe veneración en la ciudad de Asunción de Popayán, específicamente tiene su santuario en la Iglesia de Santo Domingo ubicado en su Centro Histórico.

## Historia
La imagen es atribuida al maestro escultor José Fernández Guerrero, se cree que fue tallada en la ciudad de Cádiz durante el trascurso de la última parte del siglo XVIII, fue gracias al papel de mecenazgo ejercido por doña Asunción de Tenorio y Carvajal, que la sagrada imagen pudo ser traída desde aquel puerto español hasta la ciudad de Popayán.
Se cree que la imagen de la virgen arribó a la ciudad blanca durante la reconstrucción de la ciudad tras el terremoto del 2 de febrero de 1736, concretamente llegó al aún en obras Claustro de Nuestra Señora del Rosario de la Orden de Predicadores  hoy denominada como Iglesia de Santo Domingo, específicamente se entronizó aquí dado que esta era la parroquia de las familias aristócratas de los Arboleda, los Caldas y los Tenorio, tanto fue así que personajes ilustres como don Francisco José Arboleda quien fue el que trajo desde la Hacienda de El Japio, las gradas de granito del presbiterio por los años 1806 a 1807,o el sabio Francisco José de Caldas quien diseño el púlpito y participó en la realización del retablo mayor de la iglesia.En aquella época se estableció una cofradía dedicada a su cuidado y propagación de su veneración.
Actualmente, la imagen reposa en el primer altar de la nave de la Epístola al lado de la Capilla de Nuestra Señora de Chiquinquirá, haciendo parte de un conjunto conocido como El Calvario junto con una talla de San Juan Evangelista que es proveniente de la Escuela Quiteña de arte del siglo XVIII y El Santo Cristo Crucificado, la cual es una imagen perteneciente a la conocida Escuela artística de Sevilla, fue traída a la ciudad desde España en el siglo XVIII y fue utilizada en primera instancia para la ceremonia del Descendimiento de Jesús y la Adoración de la Santa Cruz durante los actos litúrgicos que tienen lugar el Viernes Santo que estaban a cargo de los frailes de la orden de predicadores.

## Características
La imagen representa a la Virgen María en escultura hecha en madera policromada, encarnada completa y maciza, tiene una peana que la sostiene, lleva vestiduras talladas de color rojo vinotinto, lleva sus manos juntas a nivel del pecho y su rostro anegado en lágrimas magistralmente realizado refleja un sentimiento de profunda tristeza y desolación de una madre que perdió a su único y amado hijo quedando en una soledad que no es descriptible por palabras humanas.
Durante casi todo el año, porta un vestido de terciopelo donde se cuelga un corazón, sobre este se le reviste con una mantilla de encajes dorados y una túnica azul naval con detalles dorados, además de una diadema en forma de aureola de oro.
Pero al llegar la Semana Santa y estar en su paso se le añade un precioso vestido dorado, una media luna y el resplandor de rayos de plata perteneciente a Nuestra Señora del Rosario, una corona de oro y una legión de 25 angelitos de todos los tamaños y variabilidad portando los Arma Christi, (originalmente eran 40) siendo el mayor de todos conocido como Toribio y es el que lleva la capa de María.

## Semana Santa

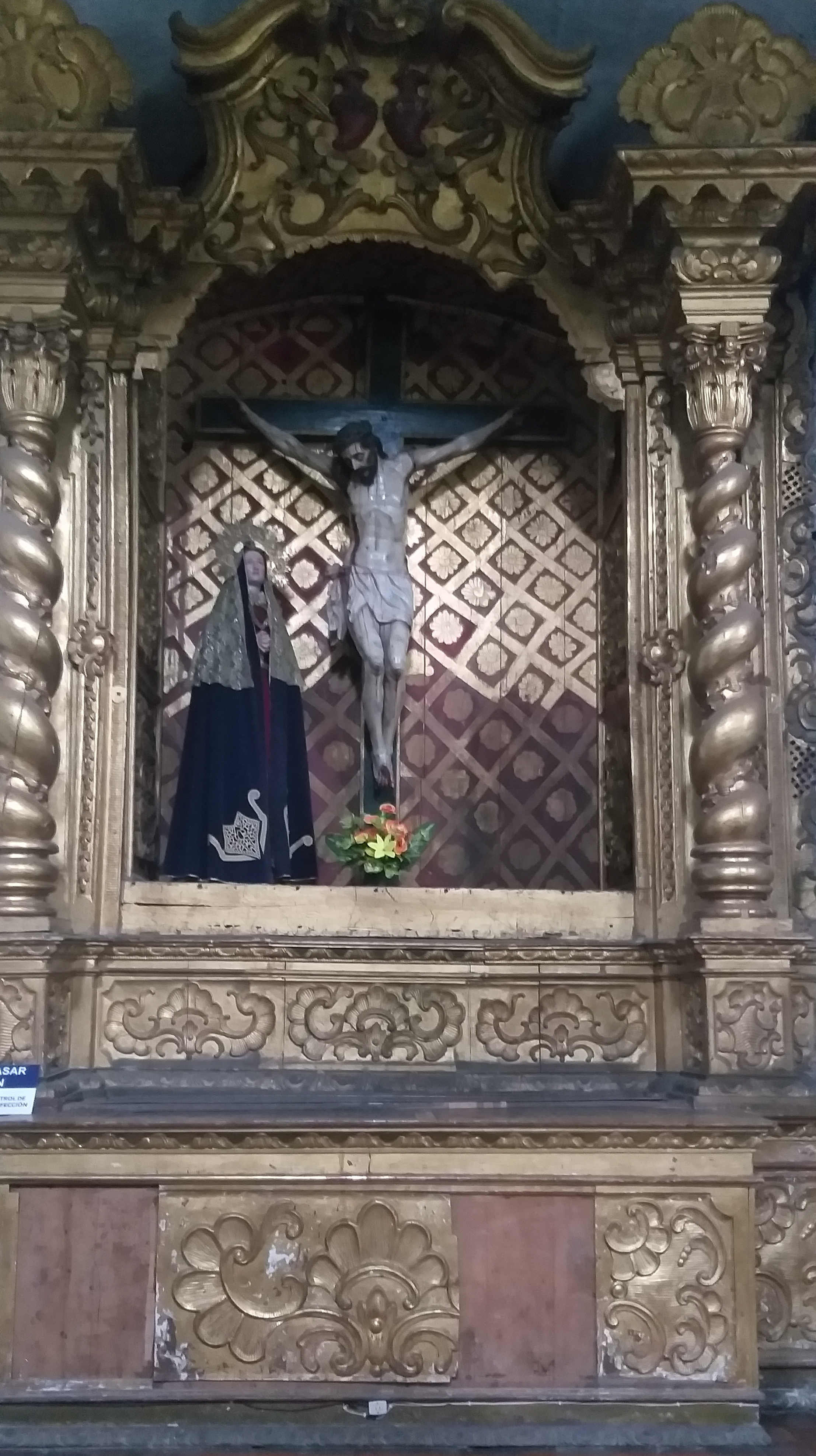
Altar de El Calvario, donde reposa la Virgen de la Soledad

### Procesión de la Soledad
Realizada el día sábado santo en horas nocturnas como antelación a la resurrección de Jesucristo. La Procesión de Nuestra Señora de la Soledad desfilaba por el centro histórico teniendo como punto de partida y llegada la Iglesia de la Encarnación o de las Monjas Agustinas Descalzas.
En esta procesión salían los pasos de:
- Santísima Virgen Dolorosa de la Soledad. (Imagen española (Cádiz) atribuida a José Fernández Guerrero. Siglo XVIII).
- San Juan evangelista. (imagen quiteña. Siglo XVIII)

Esta procesión desapareció durante el siglo XIX, no fue sino hasta que en el año de 1993, cuando se instituyó la Procesión de Nuestro Señor Jesucristo Resucitado por mediación del arzobispo de Popayán de ese entonces monseñor Alberto Giraldo Jaramillo, que también dio fin al desfile sacro realizado durante el Domingo de Resurrección y que tenía como sede a la Iglesia de El Carmen y concluía en la Catedral.

### Procesión del Viernes Santo
El desfile en el que actualmente hace parte la virgen es la Procesión del Santo Entierro de Cristo realizada durante la noche del Viernes Santo y con sede en la Iglesia de Santo Domingo, en la que sale como el paso de la Santísima Virgen Dolorosa de la Soledad.
Posicionándose de última por enfrente del paso de El Santo Sepulcro y siendo presidido delante por el Cura párroco del Templo de Nuestra Señora del Rosario o Santo Domingo, la Orden del Santo Sepulcro de Jerusalén, sección de Popayán y el Arzobispo de Popayán acompañado por el capítulo metropolitano del seminario mayor de Popayán y detrás por la Banda de músicos y compañía de fusileros del Batallón José Hilario López. Ejército Nacional de Colombia.